# Debora Caprioglio
Debora Caprioglio (Mestre, 3 mei 1968) is een Italiaanse actrice. Ze is het best bekend van de film Paprika van Tinto Brass. Ze was getrouwd met Klaus Kinski (1987-1989). In 2007 nam ze deel aan de Italiaanse versie van de realityshow Celebrity Survivor (L'isola dei famosi).

## Filmografie
- Provaci ancora prof! (2005, tv-serie)
- Samson and Delilah (1996)
- Con gli occhi chiusi (1994)
- Paprika (1991)
- Kinski Paganini (1989)
- Grandi cacciatori (1988)